# مورغان دنيس
مورغان دنيس (بالإنجليزية: Morgan Dennis)‏ هو رسام توضيحي أمريكي، ولد في 1892، وتوفي في 22 أكتوبر 1960.

## وصلات خارجية
- مورغان دنيس على موقع أوليمبيديا (الإنجليزية)